# Armitage Trail
Armitage Trail, nom de plume de Maurice Coons, né le 18 juillet 1902 à Madison, dans l'État du Nebraska, (États-Unis), et mort le 10 octobre 1930 à Los Angeles, en Californie, est un écrivain américain, auteur de romans policiers, dont le plus célèbre est Scarface.

## Biographie
Son père est imprésario dans le théâtre. Dès l'âge de 16 ans, il se consacre à l'écriture. Il écrit d'abord, sous son patronyme, des nouvelles policières pour divers pulps. Puis, selon Claude Mesplède, « il devient l'unique auteur de plusieurs numéros de magazines policiers en utilisant divers pseudonymes ».
En 1929, il donne un premier roman intitulé The Thirteenth Guest. En 1930, il fait paraître l'œuvre qui le rend célèbre, Scarface, l'histoire de l'ascension d'un jeune gangster de Chicago. Selon le critique littéraire, « si le protagoniste est inspiré du célèbre gangster Al Capone, le récit n'a qu'un lointain rapport avec la véritable histoire de celui-ci ». Armitage Trail qui s'est servi de sa connaissance du milieu et de la mafia de Chicago, écrit dans ce roman une « reconstitution de l'époque de la prohibition [...] rendue d'excellente façon et relève presque du documentaire ». 
Scarface est adapté à deux reprises au cinéma : en 1932, dans un film réalisé par Howard Hawks sur un scénario de Ben Hecht et, en 1983, dans son remake, adulé par la culture hip-hop, réalisé par Brian De Palma sur un scénario d'Oliver Stone avec Al Pacino dans le rôle-titre.
Appelé à Hollywood pour devenir scénariste, Armitage Trail meurt en 1930, à 28 ans, pesant 158 kilos, d'une crise cardiaque dans le cinéma Paramount Theater de Los Angeles aujourd'hui détruit.

## Œuvre

### Romans
- The Thirteenth Guest (1929)
- Scarface (1930) Publié en français sous le titre Scarface, Paris, Payot & Rivages, coll. « Rivages/Noir » no 126 (1992)  (ISBN 2-86930-523-0) ; réédition, Paris, Payot & Rivages, coll. « Perles noires » no 7 (2010)  (ISBN 978-2-86930-523-6)

### Nouvelles
- The Gun Girl (1929)
- Racketeer Justice (1929)
- The Sword of Damocles (1929)
- The Wolves of Broadway (1929)
- The Mark of Death (1929)
- Burnt (1930)
- Double Toll (1930)
- Hi-Jackers (1930)
- Death Limited (1932), publication posthume
- Broadway Wolves (1932), publication posthume

### Nouvelles signées Maurice Coons
- The Clue in the Mail (1923)
- Queered by Queer (1923)
- Egan’s Hardest Case (1924)
- The Devilish Contrivance (1924)
- The Tower of Horrors (1924)
- Hate That Would Not Die (1924)
- Threads of Guilt (1925)
- MacIntosh Takes the Trail (1925)
- The Skeleton of Warwick Manor (1925)
- Gun-Shy (1926)
- The Royal Street Riddle (1926)
- Dead Game (1927)
- Sex Appeal (1928)
- The Campus Vamp (1928)
- The Morgan Murders (1928)
- Machine-Gun Annie (1929)
- Night Hawks (1929)
- Under the Big Top (1929)
- Not on the Program (1929)
- A Touchdown for Cupid (1929)
- The Glancing Bullet (1930)
- The Street of a Thousand Murders (1931), publication posthume
- Snowblind (1937), publication posthume
- Flatfoot, Flatfoot (1937), publication posthume

## Adaptations

### Au cinéma
- 1932 : Scarface (Scarface), film américain réalisé par Howard Hawks, adaptation du roman éponyme
- 1932 : Le Treizième Invité (The Thirteenth Guest), film américain réalisé par Albert Ray, adaptation du roman éponyme
- 1943 : Mystery of the 13th Guest (en), film américain réalisé par William Beaudine, adaptation de The Thirteenth Guest
- 1983 : Scarface, film américain réalisé par Brian De Palma, adaptation du roman éponyme

### À la télévision
- 1982 : Scarface, court métrage français réalisé par Serge Gainsbourg, adaptation du roman éponyme

### En bandes dessinées
- Scarface, marqué à vie, dessins de Dave Crostand, scénario de John Layman, Indeez urban éditions (2008)  (ISBN 978-2-9532960-0-6)
- Scarface, dessins de Christian De Metter, Casterman, coll. « Rivages/Casterman/Noir » (2011)  (ISBN 978-2-203-03053-4)

## Sources
: document utilisé comme source pour la rédaction de cet article.
- Claude Mesplède (dir.), Dictionnaire des littératures policières, vol. 2 : J - Z, Nantes, Joseph K, coll. « Temps noir », 2007, 1086 p. (ISBN 978-2-910686-45-1, OCLC 315873361), p. 897-898.